# Burgerziel
Das Burgerziel oder Bürgerziel war die Bezeichnung der Grenzen einschliesslich des Bereichs ausserhalb der Stadtmauern in Städten der Schweiz während der Epochen von Mittelalter und Frühneuzeit. 
Das Gebiet umfasste auch den Bereich von Land- und allenfalls Forstwirtschaft, den damaligen Twing und Bann. Bei der Gemeinde Windisch zog sich das Burgerziel beispielsweise durchschnittlich mit 150 Meter Abstand um die Stadtmauer. Bei der Stadt Solothurn andererseits war das Gebiet deutlich grösser, es umfasste vor allem auch die damaligen Weiler Feldbrunnen und Rüttenen. Es gab also in diesen Gebieten teilweise zum Stadtbann gehörende landwirtschaftliche Weiler und Siedlungen, die dann in der Epoche der Neuzeit ausgemeindet und zu eigenständigen Gemeinden wurden. Wobei der Trend allerdings heute dahingehend verläuft, dass solche Agglomerations-Gemeinden erneut ins Stadtgebiet integriert, also wieder eingemeindet werden.